# Segreteria di Stato per le relazioni con le Corti Generali
La Segretaria di Stato per le relazioni con le Corti Generali (in spagnolo: Secretaría de Estado de Relaciones con las Cortes) è uno dei due Segretariati di Stato in cui è strutturato l'attuale Ministero della Presidenza, delle relazioni con i tribunali e l'uguaglianza.

## Storia
La storia di questo Segretariato è un po' confusa. È stato creato a causa del bisogno di stabilire buoni rapporti tra il governo e le Corti Generali, perché nei sistemi parlamentari, il governo risponde al Parlamento.
La prima volta che questo Segretariato è nato era nel 1977, come Segretariato Generale il cui titolare inaugurale era Rafael Arias-Salgado Montalvo come Segretario Generale per i Rapporti con le Corti.
Ha mantenuto la sua funzione con il grado di Segretariato Generale fino al 1981, quando il Segretario di Stato è stato ufficialmente creato. Dalla sua creazione, il Segretario di Stato ha subito enormi modifiche, essendo addirittura elevato al grado di ministero tra il 1986 e il 1993. Tra il 2009 e il 2011, il suo nome è stato cambiato in Segretario di Stato degli affari costituzionali e parlamentari.

## Funzioni
La Segreteria di Stato è responsabile delle relazioni tra il Governo, il Congresso dei Deputati e il Senato, del coordinamento delle questioni di rilevanza costituzionale e del programma legislativo del Governo.
Come organo di comunicazione tra l'esecutivo e il legislatore, il segretario di stato assiste, o addirittura rappresenta, il ministro della presidenza alle riunioni delle Conferenze dei portavoce (in spagnolo: Junta de Portavoces) delle due camere; dà al Congresso e / o al Senato gli scritti e le comunicazioni del governo; studia, controlla e coordina la procedura parlamentare del programma legislativo del governo; coordina l'attività amministrativa dei rapporti tra il gabinetto e il Parlamento e assiste l'esecutivo nel quadro del controllo parlamentare.
Inoltre, svolge qualsiasi altra funzione derivante dall'attività parlamentare nei suoi rapporti con il governo.

## Organizzazione
La Segreteria di Stato per le relazioni con le Corti è organizzata come segue:
- Segreteria di Stato per le relazioni con il Parlamento (Secretaría de Estado de Relaciones con las Cortes);
  - Direzione generale Relazioni con il Parlamento (Dirección General de Relaciones con las Cortes);
    - Sottodirezione generale del coordinamento legislativo;
    - Sottodirezione delle iniziative parlamentari;
    - Sottodirezione generale del controllo scritto;
    - Sottodirezione generale delle proposte normative e documentazione parlamentare.

## Elenco dei Segretari di Stato per le relazioni con le Corti
- Gabriel Cisneros (1981-1982)[3]
- Virgilio Zapatero (1982-1986)(1986-1993)[4]
- Enrique Guerrero Salom (1993-1996)
- José María Michavila Núñez (1996-2000)[5]
- Jorge Fernández Díaz (2000-2004)[6]
- Francisco Caamaño Domínguez (2004-2009)[7]
- José Luis de Francisco Herrero (2009-2011)[8]
- José Luis Ayllón Manso (2011-2018)[9]
- José Antonio Montilla Martos (2018–in carica)[10]